# TCC (Uruguay)
Televisión Cable Color (actualmente conocida como TCC) es una empresa uruguaya dedicada al rubro de la televisión por cable (Digital, HD y TCC Vivo) fundada en marzo de 1995. 

## Historia
En 1995, el gobierno de Luis Alberto Lacalle, llama a una licitación de televisión por cable para abonados en todo el país, la Sociedad Anónima de Emisión de Televisión y Anexos se presenta con Televisión Cable Color, como el resto de los canales privados:  el Grupo Monte Carlo presenta a Montecable y la Sociedad Televisora Larrañaga presenta a Nuevo Siglo, y obtiene la licencia para operar en toda la ciudad de Montevideo y área metropolitana, mediante la resolución N°117/1994 del Poder Ejecutivo.
TCC abre sus puertas al público el 26 de noviembre de 1995. El 13 de diciembre de ese mismo año se conectó a la red al primer abonado de TCC. En ese tiempo, el cableoperador contaba con 37 señales, que luego se incrementaron a 44, y 5 señales codificadas, que luego se expandieron a 15 con la inclusión de la señal premium de Tenfield para las emisiones de los partidos del fútbol uruguayo. El área de cobertura de la empresa abarcaba inicialmente el barrio de Tres Cruces, y las zonas sur y norte del Cordón. En 1999 se sumaron la zona este de Montevideo, Pocitos, Punta Carretas, Carrasco, Prado, Flor de Maroñas, Ituzaingó y Jardines del Hipódromo.
En diciembre de 2014, TCC, al igual que sus competidores Nuevo Siglo y Montecable, realiza el apagón analógico. También lanzó la aplicación AhoraTV que permite ver la programación de los canales de la cableoperadora.
En marzo de 2017 ingresan a la grilla de canales de TCC las siguientes señales: Canal 4 HD y Teledoce HD.
El 18 de diciembre del mismo año, TCC (al igual que la mayoría de los cableoperadores en el Uruguay), incorpora la grilla de canales categorizada por géneros. Esto además de facilitar el "pasear" por la grilla, también elimina los canales repetidos, cosa que confundía a los usuarios del servicio hasta entonces.
En diciembre de 2018, TCC presentó Teatrix, una plataforma para ver obras de teatro de Argentina, Brasil y Broadway en alta definición.
En enero de 2019, Equital (empresa conformada por TCC, Nuevo Siglo, Montecable y Multiseñal) retira los canales de Artear de sus grillas, debido a un conflicto con la empresa. En el caso de TCC, los canales eliminados de la parrilla fueron TN y Canal (á), y sus respectivos reemplazos fueron las señales argentinas A24 y Encuentro.

## Empresas filiales

### ZetaTV
TCC es accionista mayoritario de la empresa uruguaya ZetaTV, dedicada al desarrollo e inserción de tecnologías (decodificadores, apps para TV y dispositivos inteligentes y softwares) para la televisión por cable. Actualmente brinda servicio a más de 90 cableoperadores de la región latinoamericana (Uruguay, Argentina y Chile) a los que se los asiste desde la sede central de la empresa ubicada en Montevideo.